# Gasparo Contarini

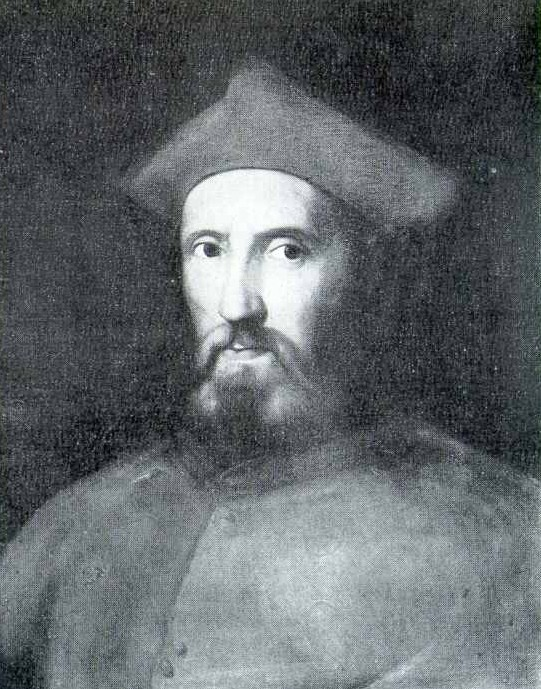
16e-eeuws schilderij van Gasparo Contarini

Gasparo Contarini (Venetië, 16 oktober 1483 - Bologna, 24 augustus 1542) was een Italiaans kardinaal.
Hij studeerde behalve filosofie en natuurwetenschappen ook theologie te Padua en was er bevriend met Tommaso Giustiniani.  Vanaf 1518 was hij gezant van de Republiek Venetië.  Nog als leek werd hij op 21 mei 1535 door Paulus III tot kardinaal gecreëerd. Een jaar later kreeg hij het bisdom Belluno toegewezen (1536).
Hij werd met Giovanni Caraffa de ziel van de hervormingscommissie in de Curie, die in 1537 het rapport Consilium de emendanda ecclesia uitbracht. In 1541 was hij pauselijk legaat op de rijksdag in Regensburg en bij het godsdienstgesprek aldaar, waar hij een compromisvoorstel over de 'dubbele rechtvaardigheid' deed aannemen, dat later zowel door Luther als door de Katholieke Kerk en het Concilie van Trente werd afgewezen.  In zijn laatste levensjaar was hij legaat in Bologna.

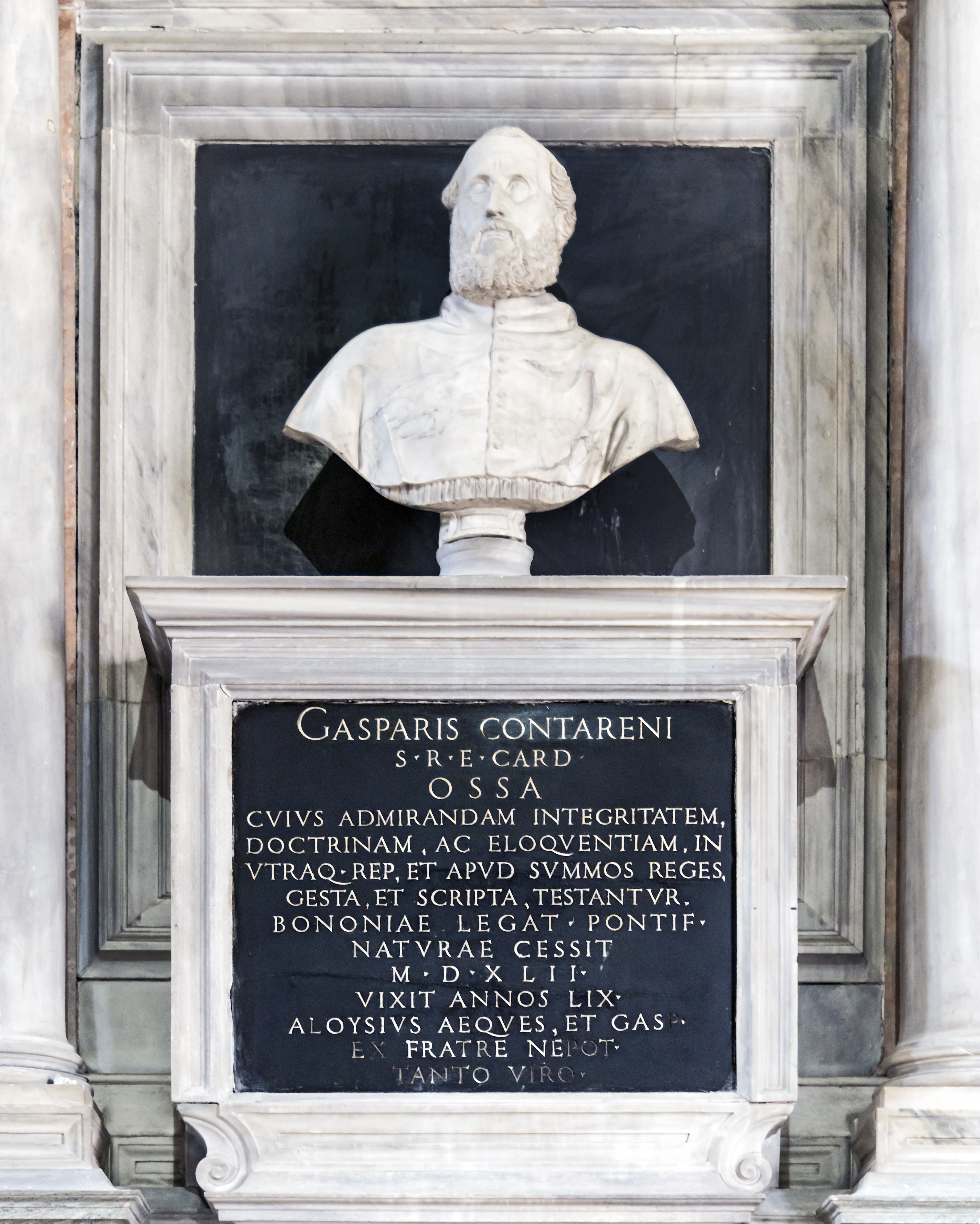
Zijn graf in de kerk van de Madonna dell'Orto